# Twerk It Like Miley
«Twerk It Like Miley» (официально на обложке как #TwerkItLikeMiley) — песня американского певца Брандона Била с участием датского исполнителя Кристофера. Сингл был спродюсирован датским диджеем Hedegaard и выпущен 5 мая 2014 года на лейбле Universal Music и Then We Take The World; песня достигла первой строчки в Tracklisten, официальном датском чарте Singles Chart. Музыкальный клип был снят режиссёром Мортеном Винтером.

## История названия
Название песни происходит от имени певицы Майли Сайрус и является отсылкой на тверкинг из видео, которое она разместила на Facebook в марте 2013 года.

## Чарт
| Чарты (2014-15)                     | Позиция |
| ----------------------------------- | ------- |
| Дания (Tracklisten)                 | 1       |
| Германия (GfK_Entertainment_Charts) | 95      |